# Kesäsaari (ö i Finland, Norra Savolax)
Kesäsaari är en ö i Finland. Den ligger i sjön Liesjärvi och i kommunen Tervo i den ekonomiska regionen  Inre Savolax ekonomiska region  och landskapet Norra Savolax, i den centrala delen av landet, 300 km norr om huvudstaden Helsingfors. Öns area är 0,8 hektar och dess största längd är 200 meter i öst-västlig riktning.